# 小蹄蝠
小蹄蝠（Hipposideros pomona），又稱灰蹄蝠，是一種較小型的蹄蝠。牠們主要分佈於中國、印度及東南亞地區，例如馬來西亞及泰國等地。牠們以食甲蟲、飛蛾等細昆蟲為主，捉到獵物後會帶返巢內吃。

## 資料來源
- Chiroptera Specialist Group 2000，2007年7月30日檢視。
- 《香港陸上哺乳動物圖鑑》